# Tour Noir
Der Tour Noir ist ein 3835,7 m ü. M. hoher Berg in der östlichen Mont-Blanc-Gruppe. Über seinen Gipfel verläuft die Grenze zwischen Frankreich und der Schweiz. Er ist für seine umfassende Aussicht bekannt.

## Lage
Der Tour Noir liegt knapp zwei Kilometer südöstlich der Aiguille d’Argentière, von der er über den 3534 m ü. M. hohen Col du Tour Noir getrennt ist. Südlich schliesst sich über die Aiguilles Rouges du Dolent der Mont Dolent an. Über den Kamm verläuft die französisch-schweizerische Grenze. Westlich dieses Kammes verläuft der Glacier d’Argentière. Im Nordosten liegt der Glacier de Saleina, östlich der Glacier de l’A Neuve, welche beide ins Val Ferret leiten. Der eigentliche Gipfelaufbau ist felsig und besteht aus einem Doppelgipfel.

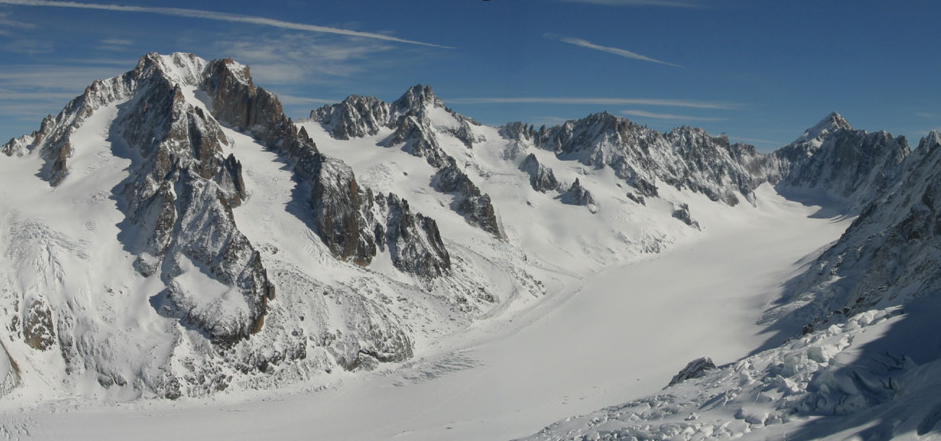
Der obere Teil des Glacier d’Argentière, links oben die Aiguille d’Argentière, im Anschluss der Tour Noir, recht der Mont Dolent, von der Aiguille des Grands Montets (Westen)

## Besteigungsmöglichkeiten
Der Normalweg verläuft über die Südostflanke, welche sowohl vom Refuge d’Argentière, als auch von der Cabane de l’A Neuve über die Passage d’Argentière erreichbar ist. Die Schwierigkeiten betragen PD, im Fels II. Schwierigkeitsgrad. Die Route wurde am 3. August 1876 durch Emile Javelle und F. F. Turner mit den Führern Joseph Mooser und François Fournier erstbegangen, was zugleich die Erstbesteigung des Tour Noir darstellt. 
Weitere begangene Routen sind der Nordgrat (PD, II) und der Westgrat (AD, III).
Der Tour Noir wird häufig als Übergang zwischen dem Refuge d’Argentière und der Cabane de l’A Neuve genutzt.